# Grou-comum

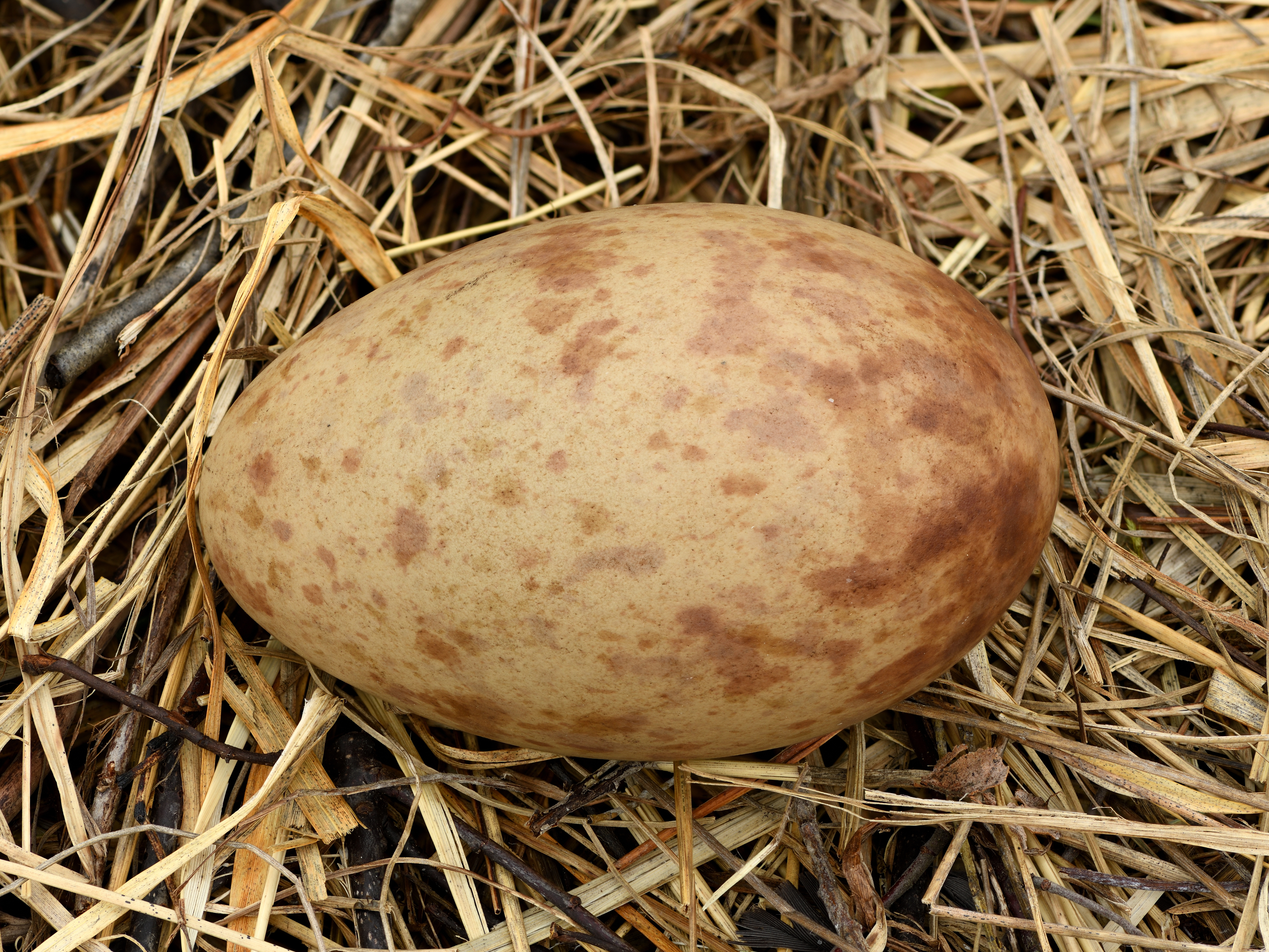
Ovo

O grou comum (nome científico: Grus grus) é uma ave da família Gruidae, cujo habitat é o norte da Europa e a porção ocidental da Ásia. É uma ave migratória que percorre grandes distâncias (passa o inverno na África e no sul da Europa. Os bandos em migração voam numa formação em V.
Na Grã-Bretanha foi extinto no século XVII, mas uma pequena população subsiste na região alagadiça de Norfolk Broads. Estas aves também são ocasionalmente vistas junto com bandos de outra espécie de grou na América do Norte.
O grou europeu comum é uma ave de pernas e pescoço longos que atinge 1 m de altura. Tem plumagem cinza em quase todo o corpo, e branca em parte do pescoço e da cabeça, além de penas pretas na cauda. Os adultos têm uma espécie de "coroa" vermelha na cabeça.
Emitem um som como o de uma corneta, como alarme e em voo. Durante a corte exibem uma espécie de dança, mantendo as asas erguidas. Alimentam-se de insetos, sementes, ervas, lagartos e anfíbios.
É o pássaro-símbolo da Armênia.
O origami tsuru é baseado em suas formas.
O logotipo da companhia aérea Lufthansa é baseado em suas formas.

## Subespécies
- Grus grus grus (Linnaeus, 1758)
- Grus grus archibaldi (Ilyashenko & Ghasabyan, 2008)